# Molí de Baix (Taradell)
El Molí de Baix és una obra de Taradell (Osona) inclosa a l'Inventari del Patrimoni Arquitectònic de Catalunya.

## Descripció
Edifici civil. Antic molí envoltat d'edificis moderns. El cos primitiu es de planta rectangular (6mx5m) cobert a una sola vessant i només visible de la façana nord on hi ha el carcabà. La sortida és un arc rebaixat a la planta, una finestra central amb gres groc amb reixa forjada al 1er. p. i tres petites finestres una de les quals conserva ampit de pedra, les altres són de ciment. L'interior està força desfigurat així com les altres façanes. A migdia hi ha una bassa que s'ajunta als peus de l'altra molí.
Les aigües són putrefactes i l'estat de conservació és dolent.

## Història
Està situat a 500m. riu amunt del dels Capellans, a la riba esquerre de torrent, assentat sobre la roca amb la bassa a la part sud.
Com el molí de dalt la seva història va unida a la del mas Esquís documentar des del S.X i que mantingueren les generacions d'una mateixa família fins al s. XIX.
En aquest indret hi ha tradició de molins des del S.XVI per bé que aquest sembla datar de principis del XIX. Fa uns 25 anys que es convertí en pelleria.